# Joana Maria Guasp i Mañé
Joana Maria Guasp i Mañé (Llucmajor, Mallorca, 1934) és una mestra mallorquina.
Com a mare d'un fill que patia una malaltia mental greu, va idear una institució per atendre les necessitats dels malalts mentals que no eren satisfetes per les entitats públiques. El seu objectiu era que les persones amb discapacitats derivades d'una malaltia mental poguessin trobar un lloc per desenvolupar la seva autonomia personal, laboral i social. L'any 1979 va fundar l'Associació per a la Rehabilitació del Malalt Psíquic (AREP), el 1980 el primer Centre de Rehabilitació psico-socio-laboral a Catalunya, el 1981 els primers Pisos Tutelats, seguidament dues Residències de tipus familiars, 3 Tallers Protegits, un Esplai que organitzava excursions, vacances, obres de teatre i una coral. També va organitzar Grups d'Autoajuda i de Teràpia familiar, per la qual cosa el 2005 va rebre la Creu de Sant Jordi. Actualment viu a Vilafranca del Penedès.